# ناسيغبا جون جامبو
ناسيغبا جون جامبو (بالإنجليزية: Nasigba John-Jumbo)‏ الشهير باسم جون جامبو (13 ديسمبر 1988) لاعب كرة قدم نيجيري في مركز المهاجم.

## المسيرة الدولية
كان ضمن تشكيلة منتخب النسور من 2007 إلى 2008. في عام 2007 استبعد من بطولة كأس العالم تحت 20 سنة لكرة القدم 2007 بسبب إصابة في الكاحل بعدما قدم مستوى مثير للإعجاب قبل البطولة.

## الإنجازات

### الرفاع
- الدوري البحريني الممتاز (1): 2014
- كأس الاتحاد البحريني (1): 2014

## روابط خارجية
- ناسيغبا جون جامبو على موقع قاعدة بيانات كرة القدم.إي يو (الإنجليزية)
- ناسيغبا جون جامبو على موقع Soccerway.com (الإنجليزية)